# CHMP2B
CHMP2B‏ (Charged multivesicular body protein 2B) هوَ بروتين يُشَفر بواسطة جين CHMP2B في الإنسان.